# 賦役黄冊
賦役 黄冊（ふえき こうさつ）は、明の朱元璋（洪武帝）が定めた農村の戸籍台帳兼租税台帳。

## 概念
- 戸籍台帳……人の身分関係（親子であること、婚姻していること、亡くなったことなど）を記載した帳票のこと。
- 租税台帳……押収した税を記載した帳票のこと。

## 概要
- 1381年に太祖洪武帝（朱元璋）が農村を復活させ、租税基盤を確立しようとし、戸籍台帳兼租税台帳として全国一斉に賦役黄冊を作成させた。目的は流民を戸籍に登録し、租税を負担させることだった。表紙が黄色だったので、「賦役黄冊」と呼ばれていた。
- 「賦」は農作物現物納を意味し、「役」は労働負担を意味する。